# 圣堂山石墙
圣堂山石墙，位于中国广西壮族自治区金秀瑶族自治县长垌乡圣堂山，为一个省级文物保护单位，类型为古遗址，为第六批广西壮族自治区文物保护单位，公布时间为2009年5月4日。
圣堂山石墙的历史年代为明。